# Friedrich III. von Zollern
Friedrich III. von Zollern († 29./30. Juli 1436 in Gottlieben) war von 1434 bis 1436 Bischof von Konstanz. 

## Familie
Friedrich von Zollern war eines von sechs Kindern aus der Ehe des Grafen Friedrich XI. von Hohenzollern-Hechingen und Adelheid, Tochter des Grafen Hugo von Fürstenberg in Zindelstein. Bekannte Brüder waren Friedrich XII. und Eitel Friedrich I.

## Leben
Friedrich von Zollern war kaiserlicher Rat des Sigismund, Gesandter des Kaisers an den Hochmeister des Deutschen Ordens Paul von Rusdorf im Jahre 1433 sowie Domherr in Straßburg. Friedrich konnte mit einem „ansehnlichen Leibgedinges“ die Konstanzer Domherren überzeugen, die am 15. November 1433 so einer Übertragung des hochverschuldeten Bistums zustimmten. Am 6. September 1434 erfolgte die Zustimmung durch Papst Eugen IV.
Er folgte so am 6. September 1434 dem abgesetzten Otto III. von Hachberg im Bischofsamt. Entsprechend der 1433 im Konzil von Basel ergangenen Anordnung, lud er den Klerus zum 30. Mai 1435 zu einer Diözesansynode nach Konstanz ein. Nicht bekannt ist, ob Zollern die angekündigte zweite Synode im Mai 1436 abgehalten hat oder nicht. Bereits drei Monate später am 29./30. Juli 1436 starb er auf Schloss Gottlieben. Friedrich von Zollern wurde im Konstanzer Münster beigesetzt.
Am 4. August 1436 folgte ihm Heinrich von Hewen als Bischof von Konstanz.

### Wappen
Neben dem Bistumswappen den gevierten Zollernschild schwarz-silber und in Rot den goldenen Zollernhirsch.